# Diócesis de Guardialfiera
La diócesis de Guardialfiera (en latín: Dioecesis Guardiensis) es una sede suprimida y sede episcopal titular de la Iglesia católica.

## Historia
La diócesis fue erigida en el siglo XI y era sufragánea de la arquidiócesis de Benevento. Fue suprimida, en virtud del concordado entre el papa Pío VII y el rey de las Dos Sicilias, Fernando I, el 27 de junio de 1818, mediante bula, del mismo pontífice. Su territorio, que comprendía las tierras del condado de Molise, fue incorporado a la diócesis de Termoli (hoy diócesis de Termoli-Larino).
En 1969 fue restaurada como sede episcopal titular. El actual obispo titular es Adilson Pedro Busin, obispo auxiliar de Puerto Alegre.

## Episcopologio

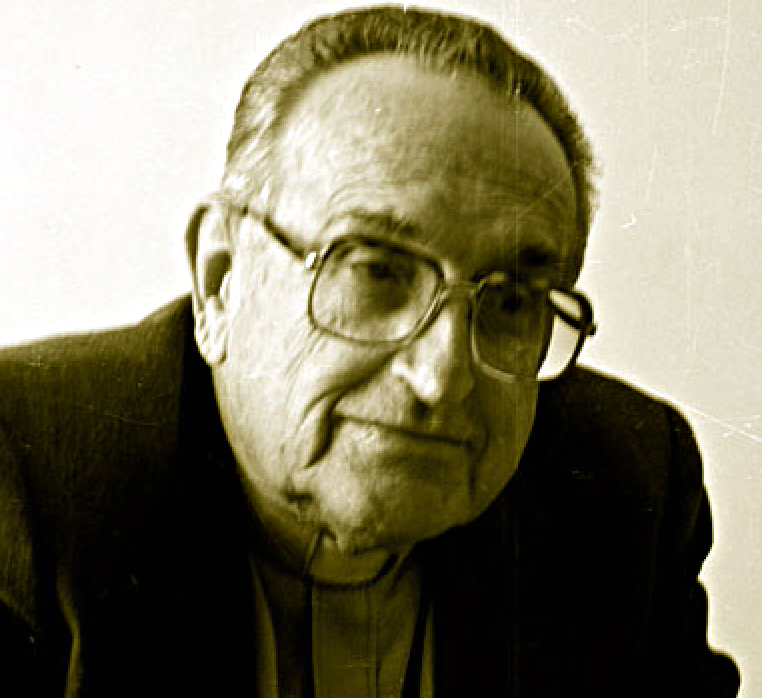
Juan Gerardi (1922-1998), fue obispo titular de Guardialfiera entre 1994 y 1998.

### Obispos de Guardialfiera
- Pietro † (mencionado en 1975)[4]
- Alario o Alasio † (mencionado en 1079)
- Giberto † (mencionado en 1226)
- Sinibaldo † (1304?-1322?)
- Matteo † (?-1348)
- Giovanni, O.F.M. † (1348-1350)
- Benedetto † (1350-1353)
- Pietro † (1353-1354)
- Pietro, O.F.M. † (1354-1356)
- Antonio di Pecorano, O.F.M. † (1361-1392)
- Antonio de Rossi † (1392-1400)
- Jacopo † (1400-1402)
- Antonio † (1402-?)
- Tommaso † (1404-?)
- Sabino da Cellino, O.F.M. † (1419-?)
- Jacopo di Castelluccio, O.S.B. † (1425-?)
- Jacopo o Giovanni di Nola, O.P. † (1470-?)
- Pietro di Guardia Campiclari, O.F.M. † (1474-?)
- Antonio Clemente † (1484-1490)
- Marco Cybo † (1490-1494)
- Roberto Gerardi, O.P. † (1494-?)
- Troilo Agnesi † (1498-?)
- Opizino de Gallis † (1503-?)
- Marco Antonio Vascheri † (1510-?)
- Marco Antonio Vascheri † (1512-?)
- Zaccaria Ferreri † (1519)
- Valentino de Valentini † (1519-1520)
- Zaccaria Ferreri † (1520-1524) por segunda vez.
- Girolamo Vascheri, O.F.M. † (1524-1533)
- Marco Antonio Marzolino † (1533-?)
- Giovanni Battista de Lisulis † (1543-?)
- Giovanni Cordella † (1548-1552)
- Antonio de Benedictis † (1552-1556)
- Giacomo Lomellino † (1557-1562)
- Giovanni Battista Lomellino † (1562-1567)
- Carlo Carafa † (1567-1572)
- Alticozio di Alticozi † (1572-1575)
- Francesco Indelli † (1575-1580)
- Pompilio Perotti † (1580-1591)
- Bartolomeo Beccari, O.F.M.Conv. † (1591-1614)
- Sebastiano Rinaldi † (1614-1616)
- Giovanni Dominico Giaconi † (1617-1624)
- Alessandro Leparulo † (1624-1637)
- Giovanni Luca Moncalvi † (1640-1669)
- Giacomo Pedicini, C.R.M. † (1669-1688)
- Fabrizio Cianci † (1689-1696)
- Filippo de' duchi di Suessa † (1697-1698)
- Sebastiano Feoli † (1698-1701)
- Gian Andrea Moscarelli † (1703-1724)
- Pietro Abbondio Battiloro † (1724-1733)
- Diomede Bianconi † (1734)
- Pasquale Zaino † (1735-1756)
- Onofrio del Tufo † (1756-1775)
- Francesco de Lauria † (1775-1796)
- Filippo Speranza † (1798-1804)
  - Sede vacante (1804-1818)
  - Sede suprimida (1818)

### Obispos titulares
- Ramón Sanahuja y Marcé † (1969-1970)[5]
- Juan Luis Ysern de Arce (1972-1974)
- Antonio Cabri, C.S.I. † (1974)
- Juan José Gerardi Conedera † (1984-1998)
- Gaetano Di Pierro, S.C.I. (2001-2006)
- Pablo Virgilio Siongco David (2006-2015)
- Adilson Pedro Busin, C.S. (2016-titular)